# Liste der Flaggen im Landkreis Göppingen
Diese Liste beinhaltet alle Flaggen im Landkreis Göppingen in Baden-Württemberg, inklusive historischer Flaggen.
In Baden-Württemberg werden zweibahnige Flaggen verliehen, deren Farben den Wappenfarben entsprechen. Dabei wird oft als erste Farbe der Flagge (links vom Betrachter) die Farbe der Wappenfigur und als zweite Farbe die des Wappengrundes genommen. Flaggen, die vor Inkrafttreten der deutschen Gemeindeordnung 1935 geführt wurden, dürfen beibehalten werden, auch wenn diese nicht den heutigen Bestimmungen in Baden-Württemberg entsprechen.

## Landkreis Göppingen
| Landkreis           | Flagge | Kommentare |
| Landkreis Göppingen |        | Wappen von der ehemaligen Amtskörperschaft Göppingen im Jahre 1928 angenommen: „In Gold (Gelb) unter einer liegenden schwarzen Hirschstange ein aufgerichteter, rot bewehrter und rot bezungter schwarzer Löwe.“ Flagge: Schwarz-Gelb. |

## Flaggen der Städte im Landkreis Göppingen
| Stadt                    | Flagge | Kommentare |
| Donzdorf                 |        | Wappen im Jahre 1932 angenommen, basierend auf Siegel des Donzdorfer Amtsvogts Dangelmaier aus 1773. Flagge am 18. Februar 1959 vom Innenministerium verliehen: „Unter goldenem (gelbem) Schildhaupt, darin ein schreitender roter Löwe, in Rot drei (2:1) fünf strahlige goldene (gelbe) Sterne.“ Flagge: Rot-Gelb.                                                               |
| Ebersbach an der Fils    |        | Wappen mit Eber in Siegel aus dem Jahre 1489, erste farbige Zeichnung aus 1535. Flagge seit den 1920er Jahren in Benutzung: „In Rot auf grünem Boden stehend ein goldener (gelber) Eber mit silbernen (weißen) Hauern.“ Flagge: Grün-Rot. |
| Eislingen/Fils           |        | Wappen mit schwarzer Hirschstange von Großeislingen im Jahre 1933 angenommen. Hirschstange seit 1955 in verwechselten Farben. Flagge von Großeislingen seit der zweiten Hälfte des 19. Jahrhunderts geführt: „Von Silber (Weiß) und Blau geviert, die obere Hälfte überdeckt mit einer liegenden Hirschstange in verwechselten Farben.“ Flagge: Weiß-Blau.                         |
| Geislingen an der Steige |        | Ulmer Schild erstmals 1422 im Siegel, Rose spätestens seit dem 15. Jahrhundert im Wappen. Flaggenfarben in einem Schützenbuch von 1557 erwähnt: „In von Schwarz und Silber (Weiß) geteiltem Schild eine die Teilung überdeckende fünfblättrige, golden (gelb) besamte rote Rose mit grünen Kelchblättern.“ Flagge: Schwarz-Weiß.                                                   |
| Göppingen                |        | Wappen mit Hirschstange in Siegel aus dem Jahre 1338, Schildhaupt seit 1473 belegt. Wappenfarben seit 1535, Flaggenfarben seit 1855 nachweisbar: „Unter rotem Schildhaupt in Silber (Weiß) eine liegende schwarze Hirschstange.“ Flagge: Rot-Weiß. |
| Lauterstein              |        | Wappen und Flagge am 26. September 1978 vom Landratsamt verliehen: „In Gold (Gelb) ein aus dem Unterrand emporkommender obeliskartiger silberner (weißer) Stein, vorne gehalten von einem linkshin aufgerichteten roten Löwen, hinten ein geflügelter grüner Adlerfang (Klauflügel).“ Flagge: Rot-Gelb.                                                                            |
| Süßen                    |        | Wappen im Jahre 1933 angenommen. Flagge am 13. März 1958 vom Innenministerium verliehen: „Über einer erniedrigten Schildteilung oben in Silber (Weiß) drei rote Zickzackbalken (der unterste angeschnitten), darunter von Schwarz und Silber (Weiß) geteilt.“ Flagge: Rot-Weiß. |
| Uhingen                  |        | Wappen auf Vorschlag der Archivdirektion Stuttgart vom Jahre 1912 angenommen: „In Rot ein silberner (weißer) Wellenbalken und ein rechtes silbernes (weißes) Obereck.“ Flagge: Weiß-Rot. |
| Wiesensteig              |        | Ältestes Siegel zeigt aus einem schrägen Vierberg wachsenden Elefanten, Abdruck 1482 belegt. Erste farbige Zeichnung stammt aus 1560. Fünfberg seit 1930 festgelegt. Flaggenfarben bis 1958 Grün-Rot, heutige Flagge am 4. Februar 1959 vom Innenministerium verliehen: „In Rot ein aus einem goldenen (gelben) Fünfberg wachsender silberner (weißer) Elefant.“ Flagge: Weiß-Rot. |

## Flaggen der Gemeinden im Landkreis Göppingen
| Gemeinde              | Flagge | Kommentare |
| Adelberg              |        | Wappen mit Hund und Bäumen in Siegeln von 1553 bis ins 18. Jahrhundert. Vor 1930 benutztes Siegel zeigte Eber und Hund in je eigenem Schild. Figuren seit 1946 im geteilten Schild. Wappen und Flagge am 7. April 1959 vom Innenministerium verliehen: „In geteiltem Schild oben in Gold (Gelb) ein nach links springender, rot bezungter schwarzer Eber, unten in Schwarz ein springender, rot bezungter goldener (gelber) Hund.“ Flagge: Schwarz-Gelb. |
| Aichelberg            |        | Eichel im Schultheißenamtssiegel in den Jahren vor 1930. Gemeindewappen zeigte seit 1949 eine grüne Eichel in silbernem Schild. Heutiges Wappen von der Archivdirektion Stuttgart im Jahre 1957 vorgeschlagen, am 25. Januar 1958 vom Innenministerium verliehen. Flagge am 5. Dezember 1958 vom Innenministerium verliehen: „In Rot über silbernem (weißem) Dreiberg drei (2:1) steigende silberne (weiße) Eicheln.“ Flagge: Weiß-Rot. |
| Albershausen          |        | Initiale und Tulpe im Schultheißenamtssiegel in den Jahren vor 1930. Flagge am 3. Februar 1959 vom Innenministerium verliehen: „In Silber (Weiß) der grüne Großbuchstabe A, darunter eine linkshin liegende grüne Tulpe.“ Flagge: Grün-Weiß. |
| Bad Boll              |        | Wappen im Jahre 1960 festgelegt, mit der Flagge am 25. Januar 1961 vom Innenministerium verliehen: „In Grün eine mit einer schwarzen Hirschstange belegte silberne (weiße) Brunnenschale, aus deren Mitte vier silberne (weiße) Wasserstrahlen aufspringen.“ Flagge: Weiß-Grün. |
| Bad Ditzenbach        |        | Wappen und Flagge am 17. August 1977 vom Landratsamt Göppingen verliehen: „In Gold (Gelb) ein bis nahe an den Oberrand erhöhter grüner Dreiberg, belegt mit einem goldenen (gelben) Schalenbrunnen mit aufsteigendem und geteiltem silbernen (weißen) Wasserstrahl.“ Flagge: Grün-Gelb. |
| Bad Überkingen        |        | Wappen und Farben am 18. August 1959 vom Innenministerium verliehen: „In Silber (Weiß) auf blauem Wellenschildfuß ein roter Brunnen mit durchgehendem, in der Mitte gewölbtem Fuß, zwei Schalen und aufsteigendem, geteiltem blauen Wasserstrahl.“ Flagge: Rot-Weiß. |
| Birenbach             |        | Wappen im Jahre 1958 festgelegt, mit der Flagge am 18. August 1959 vom Innenministerium verliehen: „In Gold (Gelb) über einem erniedrigten blauen Wellenbalken ein schreitender, rot bezungter schwarzer Löwe.“ Flagge: Blau-Gelb. |
| Böhmenkirch           |        | Wappen im Jahre 1957 auf Vorschlag der Archivdirektion Stuttgart festgelegt, mit der Flagge am 4. September 1958 vom Innenministerium verliehen: „In Rot eine goldene (gelbe) Holzkirche (Schmalseite) mit flügellosem Westtor, Dachreiter und Kreuz.“ Flagge: Gelb-Rot. |
| Börtlingen            |        | Wappen am 27. Januar 1948 von der Landesregierung, Flagge am 30. Juni 1959 vom Innenministerium verliehen: „In Grün ein offener silberner (weißer) Flug.“ Flagge: Weiß-Grün. |
| Deggingen             |        | Elefantenrumpf und Stern im seit 1551 belegten Gerichtssiegel. Wappen und Flagge am 30. Juni 1959 vom Innenministerium verliehen: „In Rot ein silberner (weißer) Elefantenkopf, darunter ein sechsstrahliger goldener (gelber) Stern.“ Flagge: Weiß-Rot. |
| Drackenstein          |        | Wappen und Flagge am 15. Dezember 1959 vom Innenministerium verliehen: „In Gold (Gelb) auf grünem Dreiberg ein feuerspeiender roter Drache.“ Flagge: Rot-Gelb. |
| Dürnau                |        | Wappen im Jahre 1923 angenommen. Flagge am 18. Februar 1959 vom Innenministerium verliehen: „In Silber (Weiß) ein schwarzes Hifthorn mit goldener (gelber) Fessel.“ Flagge: Schwarz-Weiß. |
| Eschenbach            |        | Eschen im Jahre 1912 von der Archivdirektion Stuttgart als Wappenfiguren vorgeschlagen, erscheinen erstmals 1930 im Schultheißenamtsstempel. Wappen zeigte zunächst in Blau auf silbernem Wellenbalken zwei natürlich gefärbte Eschen, heutige Farbgebung im Jahre 1958 festgelegt. Wappenbestätigung und Flaggenverleihung am 16. Februar 1959 durch das Innenministerium: „In Silber (Weiß) über einem erniedrigten blauen Wellenbalken zwei bewurzelte grüne Eschen.“ Flagge: Grün-Weiß.                                                                                  |
| Gammelshausen         |        | Wappen und Flagge am 9. Oktober 1959 vom Innenministerium verliehen: „In Gold (Gelb) unter einem roten Kirschenpaar ein rotes Giebelhaus mit geschlossener Tür und drei (1:2) Fenstern.“ Flagge: Rot-Gelb. |
| Gingen an der Fils    |        | Wappen im Jahre 1922 angenommen. Flagge am 5. Dezember 1958 vom Innenministerium verliehen: „In Silber (Weiß) über einem schräglinken blauen Wellenbalken eine eintürmige rote Kirche.“ Flagge: Blau-Weiß. |
| Gruibingen            |        | Widderhorn im Siegel seit 1930, Gestalt auf Vorschlag der Archivdirektion Stuttgart im Jahre 1958 angepasst. Wappen und Flagge am 18. Februar 1959 vom Innenministerium verliehen: „In Grün ein silbernes (weißes) Widderhorn in der Form einer linken Unterschnecke.“ Flagge: Weiß-Grün. |
| Hattenhofen           |        | Wappen mit Haus, Baum und Obereck im Siegel nach 1916. Heutige Form im Jahre 1959 festgelegt. Wappenbestätigung und Flaggenverleihung am 15. August 1959 durch das Innenministerium: „In Rot auf grünem Hügel zwischen zwei goldenen (gelben) Laubbäumen ein silbernes (weißes) Haus mit spitzem silbernem (weißem) Ziegeldach, geschlossener Tür und zwei Fenstern.“ Flagge: Weiß-Rot. |
| Heiningen             |        | Wappenfiguren zuerst in 1489 belegtem Siegel. Wappen in heutiger Form im Jahre 1956 festgelegt. Wappen und Flagge am 18. Februar 1959 vom Innenministerium verliehen: „In Blau unter einer liegenden silbernen (weißen) Hirschstange eine vierpassförmige silberne (weiße) Schale mit Lappenrand, belegt mit einem roten Tatzenkreuz.“ Flagge: Weiß-Blau. |
| Hohenstadt            |        | Wappen im Jahre 1948 festgelegt, mit der Flagge am 19. März 1960 vom Innenministerium verliehen: „In Rot ein aus einer durchgehenden gequaderten silbernen (weißen) Zinnenmauer wachsender silberner (weißer) Elefantenrumpf.“ Flagge: Weiß-Rot. |
| Kuchen                |        | Wappen von der Archivdirektion Stuttgart im Jahre 1917 vorgeschlagen, in den Siegeln seit 1930 nachweisbar. Flagge am 16. Februar 1959 vom Innenministerium verliehen: „In geteiltem Schild oben in Rot auf goldenem (gelbem) Vierberg stehend ein silberner (weißer) Elefant, unten in Silber (Weiß) eine fünfblättrige, golden (gelb) besamte rote Rose mit grünen Kelchblättern.“ Flagge: Weiß-Rot. |
| Mühlhausen im Täle    |        | Wappen im Jahre 1930 angenommen. Flagge am 19. Februar 1959 vom Innenministerium verliehen: „In Rot auf silbernem (weißem) Zweig ein silberner (weißer) Kuckuck.“ Flagge: Weiß-Rot. |
| Ottenbach             |        | Wappen und Flagge am 23. Februar 1960 vom Innenministerium verliehen: „In Gold (Gelb) über einem erniedrigten blauen Wellenbalken ein halber roter Rehbock.“ Flagge: Rot-Weiß. |
| Rechberghausen        |        | Schultheißenamtssiegel um 1930 zeigte auf Dreiberg stehenden Steinbock. Heutiges Wappen am 16. Oktober 1932 angenommen. Flagge am 18. Februar 1959 vom Innenministerium verliehen: „In Silber (Weiß) auf grünem Dreiberg ein aufgerichteter roter Rehbock.“ Flagge: Grün-Weiß. |
| Salach                |        | Wappen auf Vorschlag der Archivdirektion Stuttgart aus dem Jahre 1912 angenommen. Wappenbestätigung und Flaggenverleihung am 7. März 1960 durch das Innenministerium: „In Gold (Gelb) ein blauer Löwe.“ Flagge: Blau-Gelb. |
| Schlat                |        | Wappen und Flagge am 30. Juni 1959 vom Innenministerium verliehen: „In Gold (Gelb) unter einem rechtshin liegenden grünen Apfelzweig mit vier grünen Blättern und einem roten Apfel ein weidendes rotes Schaf.“ Flagge: Rot-Gelb. |
| Schlierbach           |        | Wappen am 21. Januar 1948 von der Landesregierung, Flagge am 18. Dezember 1958 vom Innenministerium verliehen: „Unter goldenem (gelbem) Schildhaupt, darin eine schwarze Hirschstange, in Blau zwei goldene (gelbe) Wellenbalken.“ Flagge: Gelb-Blau. |
| Wangen                |        | Wappen im Jahre 1930 angenommen. Flagge am 3. Juni 1959 vom Innenministerium verliehen: „In einem von Gold (Gelb) und Grün geteilten Schild oben eine liegende schwarze Hirschstange.“ Flagge: Gelb-Grün. |
| Wäschenbeuren         |        | Wappen am 14. September 1491 vom König Maximilian I., Flagge am 14. Februar 1958 vom Innenministerium verliehen: „In einem von Rot und Grün durch einen silbernen (weißen) Schräglinksbalken geteilten Schild hinter einem goldenen (gelben) Tisch eine schwarz gekleidete Frau (Wäscherin) mit silberner (weißer) Kopfbedeckung, mit der Linken ein über den Tisch gelegtes silbernes (weißes) Leintuch und in der erhobenen Rechten einen goldenen (gelben) Schlegel haltend, links unten ein ovaler, hochkant gestellter goldener (gelber) Waschzuber.“ Flagge: Rot-Weiß. |
| Zell unter Aichelberg |        | Wappen im Jahre 1931 angenommen, Farben seit 1949 festgelegt. Wappen und Flagge am 19. Februar 1959 vom Innenministerium verliehen: „Unter goldenem (gelbem) Schildhaupt, darin eine schwarze Hirschstange, in Rot ein geharnischter goldener (gelber) Linkarm.“ Flagge: Gelb-Rot. |